# Paroreomyza
Paroreomyza é um género de aves da família Fringillidae.

## Espécies
Este género contém as seguintes espécies:
- †Paroreomyza flammea (S. B. Wilson, 1890)
- Paroreomyza maculata (Cabanis, 1850)
- Paroreomyza montana (S. B. Wilson, 1890)
  - Paroreomyza montana montana (S.B. Wilson, 1890)
  - Paroreomyza montana newtoni (Wilson, SB, 1890)